# Stantonia chaoi
Stantonia chaoi är en stekelart som beskrevs av Chen, He och Ma 2004. Stantonia chaoi ingår i släktet Stantonia och familjen bracksteklar. Inga underarter finns listade i Catalogue of Life.